# Medicina transfusional
La medicina transfusional o medicina de transfusión es la rama de la medicina dedicada al estudio de la transfusión de sangre y sus derivados. Aunque suele relacionarse al campo de la hematología, en los Estados Unidos se relaciona al campo de la patología clínica. El estudio de este campo incluye desde los criterios de donación, la preparación de los componentes, la administración de los mismos y las reacciones adversas. Por lo regular el especialista en medicina de transfusión tiene un entrenamiento en el área de patología clínica (medicina de laboratorio) que puede ser seguido de entrenamiento adicional en el área de transfusión.
- Datos: Q1318451
- Multimedia: Transfusion medicine / Q1318451